# Districtul Veszprém
Veszprém (în maghiară Veszprémi járás) este un district în județul Veszprém, Ungaria.
Districtul are o suprafață de 629,61 km2 și o populație de 82.353 locuitori (2013).